# Bertelsmann
Bertelsmann SE & Co. KGaA, cunoscută obișnuit ca Bertelsmann (pronunție în germană [ˈbɛʁtl̩sˌman] ⓘ), este o corporație privată multinațională conglomerată cu sediul în Gütersloh, Germania. Este una dintre cele mai mari conglomerate media și este de asemenea activă în sectoarele de servicii și educație.
Bertelsmann a fost fondată ca o casă de editură de Carl Bertelsmann în 1835. După Al Doilea Război Mondial, Bertelsmann, sub conducerea lui Reinhardt Mohn, a devenit dintr-o întreprindere mijlocie într-un conglomerat major, oferind nu numai cărți dar și televiziune, radio, muzică, magazine și servicii. Unitățile sale principale includ RTL Group, Penguin Random House, BMG, Arvato, Bertelsmann Printing Group, Bertelsmann Education Group și Bertelsmann Investments.
Bertelsmann este o companie nelistată și orientată spre piața de capital, care rămâne în principal sub controlul familiei Mohn.